# Akram al-Haurani
Akram al-Haurani (ur. 1912 w Hamie, zm. 1996) – syryjski polityk, twórca Arabskiej Partii Socjalistycznej, następnie działacz partii Baas.

## Życiorys

### Wczesna działalność
Pochodził z rodziny mieszczańskiej z Hamy. Jego ojciec Raszid w 1908 bez powodzenia ubiegał się o wybór do parlamentu tureckiego, lecz przegrał w wyborach z arystokrata Chalidem al-Barazim. Wydarzenie to znacząco wpłynęło na późniejszą decyzję al-Hauraniego o zaangażowaniu politycznym. Ukończył on w 1936 studia prawnicze na Uniwersytecie Damasceńskim i jeszcze jako student wstąpił do Syryjskiej Partii Socjal-Nacjonalistycznej. Także jako student, w 1932, przeprowadził nieudany zamach na premiera kontrolowanej przez Francję Republiki Syryjskiej Subhiego Bakarata.
W 1941 udał się do Iraku, by wziąć udział w antybrytyjskim zamachu stanu Raszida al-Kilaniego. Po klęsce przewrotu wrócił do Syrii i zaczął działać w niepodległościowym, liberalnym Bloku Narodowym. W 1943 po raz pierwszy został wybrany do syryjskiego parlamentu, z ramienia Bloku.
Z czasem al-Haurani zaczął dystansować się od przywódców Bloku. Zdecydowanej krytyce poddawał prezydenta Szukriego al-Kuwatlego, któremu zarzucał dążenie do władzy dyktatorskiej oraz zaniedbywanie interesów niektórych grup społecznych, zwłaszcza ubogiego chłopstwa. Al-Haurani stanął na czele lewicowego skrzydła Bloku Narodowego w parlamencie, zaś w maju 1945 swoimi wystąpieniami (pod hasłem "ziemia należy do chłopów") przyczynił się do wybuchu powstania chłopskiego w jego rodzinnej prowincji Hama. Równocześnie nadal sympatyzował z koncepcją Wielkiej Syrii.

### Lider Arabskiej Partii Socjalistycznej
Po uzyskaniu przez Syrię niepodległości w 1946 Akram al-Haurani założył Arabską Partię Socjalistyczną, opartą na zreintepretowanym programie marksistowskim. Jako pierwszy w Syrii posługiwał się pojęciami walki klasowej, socjalizmu i społeczeństwa bezklasowego. Wzywał do walki ubogich chłopów przeciwko zamożnym miastom, utrzymywał, że wielcy posiadacze (do których należało ówcześnie 35% gruntów rolnych w Syrii, w tym 91 ze 113 wsi w rodzinnej prowincji al-Hauraniego). W latach 1947, 1949, 1954 i 1962 uzyskiwał reelekcję do parlamentu. W 1948 jako jeden z dwóch parlamentarzystów (obok Abd as-Salama al-Udżajlego) walczył ochotniczo w wojnie izraelsko-arabskiej. Odegrał znaczącą rolę w zamachu stanu przeprowadzonym w marcu 1949 przez gen. Husniego az-Za’ima. Przez trzy miesiące blisko współpracował z rządzącym dyktatorsko az-Za’imem jako doradca, pisał także dla niego przemówienia. Ich relacje załamały się jednak w związku ze sprawą Antuna Sa’ady, który zbiegł do Syrii po nieudanej próbie obalenia prezydenta Biszary al-Churiego. Podczas gdy al-Haurani domagał się, by Syria udzieliła mu azylu, a następnie oficjalnie przyjęła hasła Wielkiej Syrii i rozpoczęła działania przeciwko Libanowi, Irakowi i Jordanii, az-Za’im zgodził się na ekstradycję Sa’ady do Libanu, gdzie ten został skazany na śmierć za zdradę stanu i stracony.
Rozczarowany polityką az-Za’ima, al-Haurani przyłączył się do wymierzonego przeciwko niemu spisku i wziął udział w kolejnym zamachu stanu zorganizowanym przez Samiego al-Hinnawiego. Po przewrocie al-Haurani kontynuował działalność parlamentarną, został również ministrem rolnictwa w rządzie Haszima al-Atasiego. W grudniu 1949 wszedł do nowego rządu Chalida al-Azma jako minister obrony. W tajemnicy kontaktował się już wtedy z gen. Adibem asz-Sziszaklim, który był z nim daleko spokrewniony i z którym al-Haurani współdziałał w Syryjskiej Partii Socjal-Nacjonalistycznej. Wsparł asz-Sziszaklego przy organizacji przeprowadzonego jeszcze w tym samym miesiącu zamachu stanu. Uważał bowiem, że al-Hinnawi dąży do ustanowienia w Syrii monarchii, co oznaczałoby podporządkowanie państwa Irakowi.
21 grudnia 1950 Haszim al-Atasi po objęciu urzędu prezydenckiego powierzył al-Hauraniemu misję tworzenia kolejnego gabinetu, jednak ten nie zdołał go skompletować. W 1951 asz-Sziszakli skonsolidował swoją władzę w Syrii. Al-Haurani był jego najważniejszym doradcą, zachęcił go m.in. do powierzenia urzędu prezydenckiemu Fauziemu as-Silu, przy zachowaniu w swoich rękach prawdziwej władzy. Z czasem asz-Sziszakli uznał jednak, że al-Haurani stał się zbyt potężny. W 1953 sam ogłosił się prezydentem, usunął ze stanowisk państwowych współpracowników al-Hauraniego i odmówił powierzenia mu teki premiera. Rozczarowany polityk wyjechał do Bejrutu, gdzie zaczął skupiać wokół siebie opozycję wobec reżimu asz-Sziszaklego. Kierowana przez niego partia zjednoczyła się z Partią Odrodzenia Arabskiego Michela Aflaka oraz Salah ad-Dina al-Bitara. Nowa organizacja przyjęła nazwę partii Socjalistycznego Odrodzenia Arabskiego, a za podstawę programu - opracowaną przez Aflaka ideologię baasistowską.

### 1954-1958
W 1954 al-Haurani wrócił do Syrii i wziął udział w powstaniu, które obaliło dyktaturę asz-Sziszaklego. Z sympatią obserwował ruch panarabskim skupiony wokół osoby prezydenta Egiptu Gamala Abdel Nasera i z czasem stał się jednym z przywódców kół naserystowskich w Syrii, obok szefa sztabu Afifa al-Bizriego oraz kierującego wywiadem wojskowym Abd al-Hamida as-Sarradża. W 1955 poparł powrót al-Kuwatlego na urząd prezydenta Syrii. 14 października 1957 został przewodniczącym syryjskiego parlamentu.

### W Zjednoczonej Republice Arabskiej

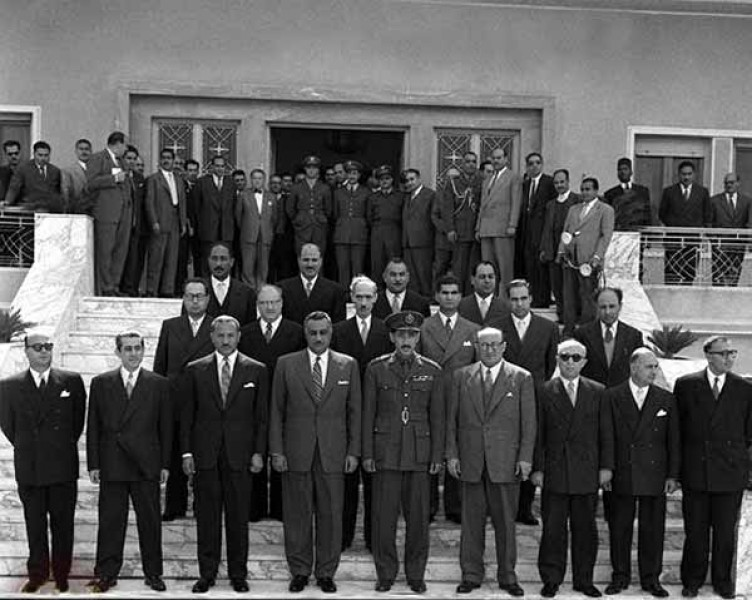
Grupa przywódców egipskich i syryjskich przez pałacem prezydenckim w Damaszku. Akram al-Haurani stoi drugi z lewej w pierwszym rzędzie

Stał na czele delegacji syryjskiej uzgadniającej warunki unii Syrii z Egiptem, po której powstała Zjednoczona Republika Arabska. Dzięki swojemu wcześniejszemu zaangażowaniu w ruch naserowski został jej pierwszym wiceprezydentem (przy prezydencie Naserze). Al-Haurani wdrażał w Syrii reformę rolną na wzór egipski oraz doradzał Naserowi metody jej przeprowadzenia. Z jego inicjatywy rząd Zjednoczonej Republiki Arabskiej znacjonalizował wielką własność ziemską w prowincjach Damaszku, Aleppo, Latakii, Hamy i Hims. W ciągu pięciu lat przejęte przez państwo grunta miały być rozdzielone między 150 tys. chłopów bezrolnych i małorolnych. Al-Haurani był przy tym zdania, że podjęte na rzecz chłopstwa środki są i tak zbyt mało radykalne.
Popularność al-Hauraniego w Syrii była na tyle duża, że w 1960 Naser zaczął obawiać się jego wpływów i pozbawił go urzędu wiceprezydenta. W związku z tym poparł on zamach stanu Abd al-Karima an-Nahlawiego we wrześniu 1961, po którym Zjednoczona Republika Arabska została obalona.

### Po 1961
Kilka dni po przewrocie al-Haurani podpisał list otwarty grupy syryjskich polityków, w którym poparł zerwanie unii z Egiptem. Krok ten spotkał się z negatywną reakcją część członków partii Baas, którzy twierdzili, że unia z Egiptem nie spełniła pokładanych w niej nadziei i okazała się dla Syrii błędem, jednak jej warunki mogły zostać zmienione, zaś całkowite zerwanie relacji z państwem Nasera również nie sprzyjało budowaniu socjalizmu w całym świecie arabskim. Chociaż al-Haurani utrzymywał, że właśnie niezależne od Nasera działanie pozwoli na wdrożenie w Syrii socjalistycznych rozwiązań, nigdy nie odzyskał dawnej pozycji. Skompromitowany w partii Baas, na nowo utworzył Arabską Partię Socjalistyczną. Z jej ramienia był członkiem syryjskiego parlamentu, deklarował lojalność wobec prezydenta Nazima al-Kudsiego. Był jednak uznany za oportunistę i nie otrzymał żadnego stanowiska ministerialnego.
Po zamachu stanu w Syrii w marcu 1963, przeprowadzonym przez Komitet Wojskowy partii Baas na czele z Salahem Dżadidem, Hafizem al-Asadem oraz Muhammadem Umranem, został definitywnie usunięty z partii Baas i zmuszony do emigracji. Osiadł w Iraku, skąd brał udział w działaniach wymierzonych w kolejne rządy tworzone przez partię Baas. W swoich wydanych w 1996 wspomnieniach twierdził, że w 1994 prezydent Hafiz al-Asad zapraszał go do powrotu do Syrii, on jednak odmówił.